# Sergej Kljugin
Sergej Petrovič Kljugin  (rusky Сергей Петрович Клюгин, * 24. března 1974 Kiněšma) je bývalý ruský sportovec, atlet, jenž se věnoval skoku do výšky. V roce 2000 se stal olympijským vítězem letních her v Sydney.
V juniorské kategorii na sebe upozornil v roce 1991, když v řecké Soluni získal stříbrnou medaili na mistrovství Evropy juniorů. Mezi další úspěchy patří bronzová medaile z Mistrovství Evropy v Budapešti v roce 1998. Jeho halovým osobním rekordem je 231 cm, pod otevřeným nebem však dokázal skočit 236 cm, laťku v této výšce překonal v Curychu 12. srpna 1998.
Sergej Kljugin je manželem ruské výškařky Viktorie Kljuginové, se kterou má jednoho potomka, dceru.

## Úspěchy
| Rok  | Závod                              | Místo              | Umístění    | Výkon  |
| ---- | ---------------------------------- | ------------------ | ----------- | ------ |
| 1991 | Mistrovství Evropy juniorů         | Soluň, Řecko       | 2.          | 2,27 m |
| 1992 | Mistrovství světa juniorů          | Soul, Jižní Korea  | 5. =        | 2,20 m |
| 1997 | Halové mistrovství světa 1997      | Paříž, Francie     | kvalifikace | 2,24 m |
| 1997 | Mistrovství světa v atletice 1997  | Athény, Řecko      | 11.         | 2,29 m |
| 1998 | Mistrovství Evropy v atletice 1998 | Budapešť, Maďarsko | 3.          | 2,32 m |
| 1998 | Finále Grand Prix                  | Moskva, Rusko      | 4.          | 2,28 m |
| 1998 | Světový pohár                      | Johannesburg, JAR  | 3.          | 2,28 m |
| 1999 | Mistrovství světa v atletice 1999  | Sevilla, Španělsko | kvalifikace | 2,20 m |
| 2000 | Letní olympijské hry 2000          | Sydney, Austrálie  | 1.          | 2,35 m |
| 2000 | Finále Grand Prix                  | Moskva, Rusko      | 5.          | 2,20 m |
| 2001 | Mistrovství světa v atletice 2001  | Edmonton, Kanada   | 5. =        | 2,30 m |
| 2004 | Halové mistrovství světa 2004      | Budapešť, Maďarsko | kvalifikace | 2,24 m |